# Ringvej Syd (Aarhus)
 For alternative betydninger, se Ringvej Syd. (Se også artikler, som begynder med Ringvej Syd)
 Ringvej Syd  ofte benævnt O2 er en tosporet (firesporet i den vestligste ende) ringvej der går igennem det sydlige Aarhus. Vejen er en del af Ring 2 der går fra Grenåvej til Oddervej, og er med til at lede den tung trafikken som kører nord /syd, om byen.
Vejen forbinder Skanderborgvej i vest med af Oddervej i øst, og har forbindelse til Skanderborgvej, Sønderhøj, Søndervangs Allé, Christian X's Vej, Axel Gruhns Vej, Søren Nymarks Vej, Bjødstrupvej, Holme Parkvej, Madsbjergparken, Saralyst Allé, Nordlige Bjergevej, Jelshøjvej og Oddervej.